# (21256) Robertobattiston
(21256) Robertobattiston est un astéroïde de la ceinture principale.

## Description
(21256) Robertobattiston est un astéroïde de la ceinture principale. Il fut découvert le 14 février 1996 à Cima Ekar par Maura Tombelli et Claudio Casacci. Il présente une orbite caractérisée par un demi-grand axe de 3,21 UA, une excentricité de 0,18 et une inclinaison de 2,2° par rapport à l'écliptique.